# توتراکان
توتراکان شهری در استان سیلیسترا کشور بلغارستان است که جمعیت آن در سال ۲۰۰۱ میلادی ۱۰٬۳۲۲ نفر بوده‌است.